# Óscar Rivera

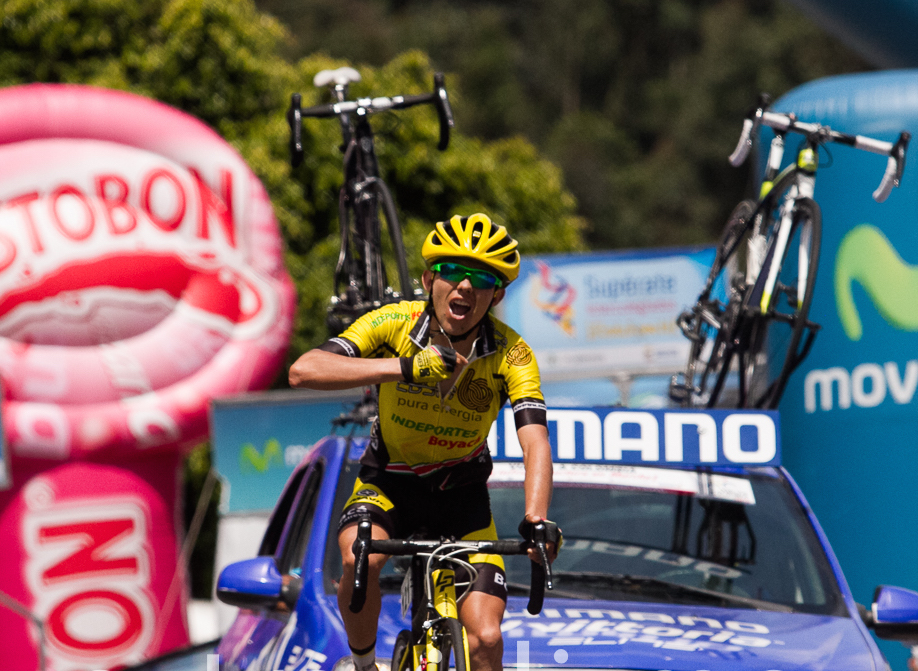
Óscar Rivera, 2015

Óscar Javier Rivera Álvarez (* 5. März 1989 in Santa Rosa de Viterbo) ist ein kolumbianischer Straßenradrennfahrer.
Óscar Rivera begann seine Karriere 2010 bei dem kolumbianischen Continental Team UNE-EPM. In seinem ersten Jahr gewann er mit dem Team das Mannschaftszeitfahren bei der Vuelta de la Juventud Colombia. In der Saison 2012 gewann er eine Etappe bei der Vuelta a Guatemala und wurde dort Fünfter in der Gesamtwertung. 2013 war er bei einem Teilstück der Vuelta a Santander erfolgreich. In den Jahren 2014, 2016 und 2017 konnte er die Gesamtwertung der Vuelta a Boyacá für sich entscheiden.

## Erfolge
2012
- eine Etappe Vuelta a Guatemala

2015
- eine Etappe Vuelta a Colombia[1]

## Teams
- 2010 UNE-EPM
- 2011 UNE-EPM Sub 23
- 2012 EPM-UNE
- 2013 EPM-UNE
- 2014 EBSA - Indeportes Boyacá
- 2015 EBSA - Indeportes Boyacá
- 2016 EBSA - Indeportes Boyacá
- 2017 EBSA - Indeportes Boyacá
- 2018 Boyacá Es Para Vivirla